# PWP-100
PWP-100は、日本電気（NEC）が1984年3月に発売したパーソナルワードプロセッサ。ビジネスユースを対象とした製品としては、すでに「文豪」の前身となるNWP-20が発売されていたが、パーソナルワープロとしては同社初の製品であった。

## 概要
M式キーボード、12型CRT、3.5インチフロッピーディスクドライブ1基を備えており、同社製パーソナルコンピュータ・PC-9800シリーズ用のドットインパクト式プリンタ・PC-PR103を本体上部に格納する分離一体型となっていた。
同年4月よりビジネスワープロとして文豪5N、翌1985年10月には、より小型・軽量化が図られたパーソナルワープロとして「文豪ミニ」シリーズが発売され、直系の後継機が発売されることはなかった。
PWP（Personal Word Processor）という型名は、文豪ミニシリーズにおいて引き続き使用された。